# Cracher de bigorneau

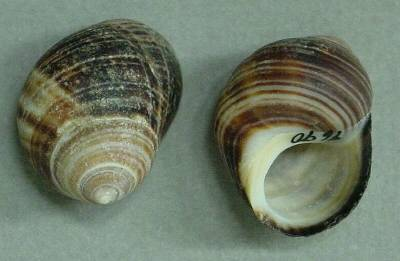
Deux coquilles de bigorneaux.

Le cracher de bigorneau est un sport consistant à cracher le plus loin possible un bigorneau.
Le lanceur met un bigorneau dans sa bouche et doit le souffler le plus loin possible. Bien entendu, les distances dépendent aussi du vent. Le lancer peut se faire avec élan.
Actuellement ce sport ne dispose pas de sa propre fédération. Depuis 2005, un championnat du monde est régulièrement organisé dans la commune bretonne de Sibiril (au port de Moguériec, près de Roscoff) qui possède une piste de « lancer » de 20 mètres de long par 3 mètres de large. Chaque lanceur a droit à trois essais.
Le record de l'épreuve date d'août 2011, avec un lancer de bigorneau à 11,04 mètres par Alain Jourden.

## Historique des résultats

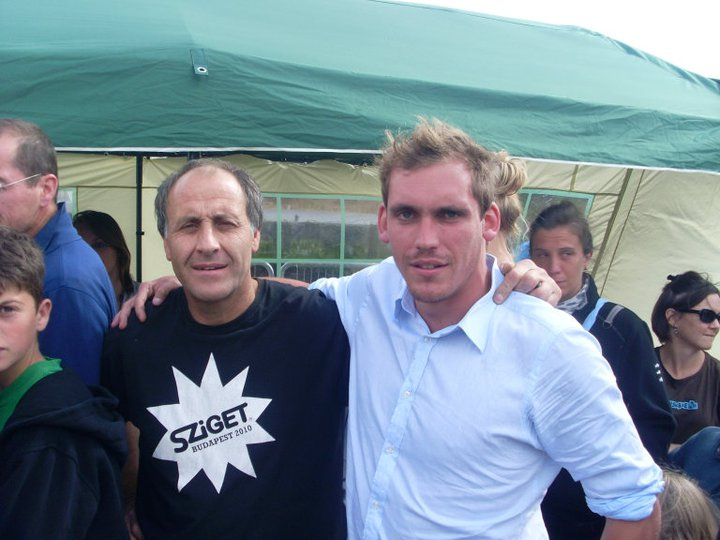
Alain Jourden (à gauche), champion du monde, et un supporter.

| Année | Meilleur lancer | Vainqueur       |
| ----- | --------------- | --------------- |
| 2002  | 9,70 m          | Alain Jourden   |
| 2003  | 10,4 m          | Alain Jourden   |
| 2004  | 9,38 m          | Alain Jourden   |
| 2005  | 10,11 m         | Alain Jourden   |
| 2006  | 10,41 m         | Alain Jourden   |
| 2007  | 10,21 m         | Alain Jourden   |
| 2009  | 9,15 m          | Alain Jourden   |
| 2011  | 11,04 m         | Alain Jourden   |
| 2012  | 10,57 m         | Alain Jourden   |
| 2019  | 9,90 m          | Thierry Jourden |
| 2022  | 8,85 m          | Thierry Jourden |

### Résultats 2005
Le vainqueur de l'édition 2005 est le français Alain Jourden, avec un cracher de 10,11 mètres. Le second est l'allemand Tim Leuchters (avec 7,84 mètres) et le suisse Marc Besson (avec 7,61 mètres).
Dans la catégorie féminine, la championne du monde 2005 est l'allemande Edith Krotz avec 4,39 mètres.

### Résultats 2006
Le français Alain Jourden remporte le championnat 2006, avec un cracher de 10,41 mètres (record du monde). Le second est le français Thierry Jourden (fils du premier) avec 9,58 mètres. Le meilleur étranger est l'allemand Christopher Schwarz.

### Résultats 2007
L'actuel champion du monde de la discipline est encore et toujours le français Alain Jourden avec un lancer de 10,21 mètres. Le français Frédéric Cloarec de Taulé est vice-champion du monde.

### Résultats 2009
Le champion du monde reste Alain Jourden avec un cracher de 9,15 m.

### Résultats 2012
L'actuel champion du monde de la discipline est encore et à nouveau le français Alain Jourden avec un lancer de 10,57 mètres.

### Résultats 2015
Le champion du monde est le français Alain Jourden avec un lancer de 8,80 m en vent contraire le 3 août à Sibiril lors du championnat du monde.

### Résultats 2019
Le champion du monde est le français Thierry Jourden avec un lancer de 9,90 m. Sandrine Bihan est championne avec 5,76 m.

### Résultats 2022
La championne du monde est la française Camille Peuvrel avec un lancer de 6 m.